# Кевин Спрагет
Кевин Спрагет (на английски: Kevin Spraggett) е канадски шахматист, международен гросмайстор.

## Турнирни резултати
- 2006 – Тарагона (1-2 м. с Мирча Парлиграс и резултат 7,5 точки от 9 възможни)[1]
- 2007 – Калвия (2 м. с резултат 7 точки от 9 възможни, зад Виктор Михалевски)[2]
- 2009 – Севиля (2 м. на международния открит турнир „Ciudad de Sevilla“ с резултат 7 точки от 9 възможни; общо седем шахматисти постигат този точков актив и крайното класиране е определено според коефициента „Бухолц“)[3]
- 2009 – Мец (2 м. на „Мец Опен“ с резултат 6,5 от 9 възможни; същия точков актив има победителят Намиг Гулиев и още двама гросмайстори)[4]